# Embalse de Isabel II
El embalse de Isabel II o pantano de Níjar está situado en el término municipal de Níjar, Provincia de Almería, Andalucía, España, en el cauce de la Rambla del Carrizalejo, perteneciente a la antigua Confederación Hidrográfica del Sur, transferidas desde el 1 de enero de 2005 las competencias a la Agencia Andaluza del Agua. Está situado a unos 6 km de la localidad de Níjar, en la vertiente sur de Sierra Alhamilla. Tiene una altura de 35 m, una longitud de 44 y una capacidad de embalsamiento de agua de 5 hm³. Para su construcción se aprovechó la cerrada de Los Tristanes sobre la Rambla del Carrizalejo, construida en sillares de cantería procedentes de una cantera contigua a la obra. En el centro de la presa había una escalera de caracol, hoy derruida en parte, que descendía hasta su interior, y el mecanismo regulador del caudal.

## Cómo llegar
Se llega al embalse desde La Villa de Níjar, a unos 5 kilómetros por la carretera Al-103 que comunica con Lucainena de las Torres; desviándose por un camino de tierra, se llega al lecho del pantano. También se accede desde Los Tristanes, a través de un camino desde la Autovía del Mediterráneo.

## Conservación
Se conserva semiderruido el edificio que sirviera de vivienda y lugar de reunión de la Junta de Accionistas durante su construcción. La presa dispone de un doble aliviadero de aguas por su extremo este y un canal de riego de unos 2,5 km para el Campo de Níjar y la servidumbre de Los Tristanes, desde donde se hacía el reparto de las aguas hasta cerca de la actual Campohermoso.

## Historia

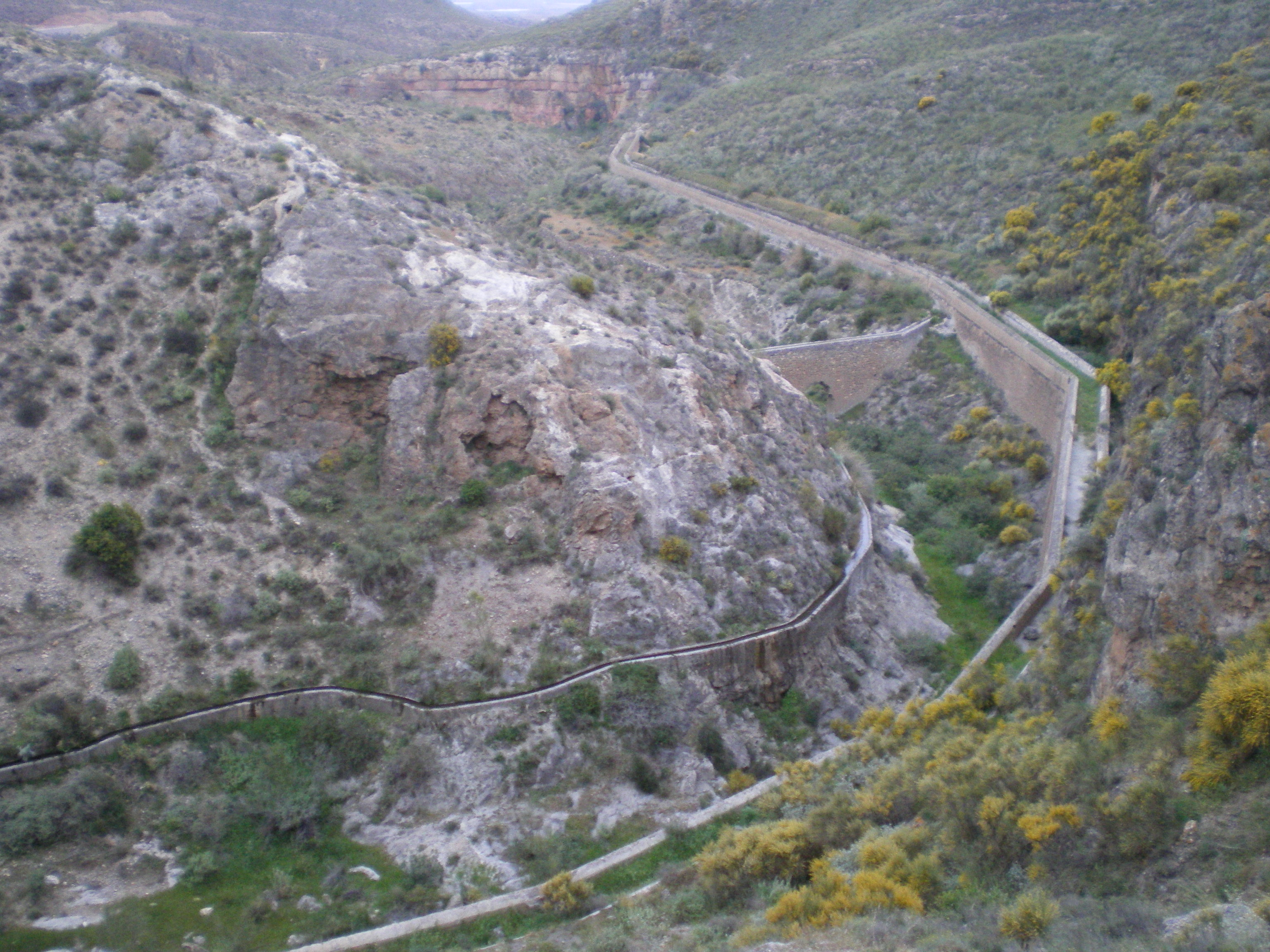
Canal de distribución del embalse.

Las primeras referencias de esta empresa se remontan a 1792 cuando se produce un encargo por parte de la duquesa de Abrantes. Desde este primer momento, ya se propone situar el pantano en la rambla del Carrizal del término municipal de Níjar, muy cerca del cortijo-barriada de los Tristanes y a unos 7 kilómetros de la villa de Níjar por el camino de Lucainena. No es hasta 1821 cuando el visionario hidrológico almeriense Diego María Madolell constituye una primera compañía de propietarios “Regadíos de Níjar”, aprovechando un ambiente de exenciones fiscales para los promotores de obras hidráulicas favorecido desde la Corona.
Desde 1820 existieron planes de construir sendas presas, tanto la que nos ocupa, como una similar en la cercana Inox, aunque esta nunca se llegó a materializar.
Es en 1841 cuando Diego María Madolell, liberal y emprendedor, en un tercer y definitivo intento –favorecido por las altas ganancias de los años 40 en el sector minero–, constituye una sociedad privada de 2.142 acciones llamada “Empresa del Pantano”, después de recorrer las provincias limítrofes en busca de patrocinadores. Tras varios intentos fue en 1842 cuando se constituyó con un capital de 10 millones de reales (en torno a 10 millones de euros actuales) la Compañía del Pantano de Níjar, a instancias principalmente de Diego María Madolell, formada por unos 1000 accionistas, casi todos sin relación con la provincia. 
Se encarga al arquitecto murciano Gerónimo Ros Giménez (1802-1885) la formación de los planos , así como un informe sobre el estado actual de las obras. La inspección la realizó el coronel de ingenieros José de la Cruz Muller; el ingeniero de minas fue José Ruiz de León y el contratista fue Emigdio Manuel Gil. Por otra parte, Diego Sánchez realizó los trabajos de aparejador, y el encargado de supervisar directamente lo que se construía –además de dirigir las obras auxiliares– fue Manuel Ramos.
El 13 de julio de 1847, mediante una Real Orden, se declara al pantano de “utilidad pública”. Y mediante Real Decreto de 26 de julio de 1849, la Reina soberana autorizó que el pantano llevase su nombre: Pantano de Isabel II. La expectativa era poder regar unas 18.000 hectáreas.
El pantano queda finalmente inaugurado el 8 de mayo de 1850 –aprovechando la reunión de una Junta General–, mediante un acto protocolario al que asisten varias autoridades provinciales pero con la manifiesta ausencia de representantes del Ayuntamiento de Níjar, ya que nunca estuvo de acuerdo con la construcción del pantano. En realidad, se trataba más de una inauguración para animar a los accionistas que de la celebración de un éxito. Aun habiéndose inaugurado, faltaban por rematar las obras del muro de la presa, algo que ocurrió definitivamente en 1851. Y en 1857 ya estaban terminadas todas las obras, incluidas las del canal del Campo, así como las dependencias para los responsables de vigilancia y aprovechamiento.
Sin embargo, en poco más de una década, casi la mitad de su capacidad estaba ocupada por los materiales arrastrados por las avenidas.